# Stadio delle Palme
Lo stadio delle Palme "Vito Schifani" è uno stadio di Palermo, ubicato in viale del Fante a pochi passi dallo stadio "Renzo Barbera".
Nel settembre 2007 il nome ufficiale è stato cambiato in "stadio Vito Schifani", intitolandolo all'agente di Polizia morto nella strage di Capaci, mentre prestava servizio di scorta al giudice Falcone.
Viene utilizzata principalmente la sua pista di atletica, dove si svolgono spesso manifestazioni di rilevanza regionale; attorno al campo vi sono anche degli spalti che non superano i 1500 posti.
All'esterno della pista di atletica è presente una pista in tufo, molto utilizzata dai corridori amatoriali. Sono presenti anche spogliatoi, un campo di basket e un'area ricreativa per i bambini. Ai bordi della pista sono presenti fontane per dissetarsi. Sono da poco terminati i lavori per il rifacimento delle piste, sia interna che esterna, e sono stati ampliati gli spogliatoi e migliorato l'impianto d'illuminazione. 
Il 29 e 30 settembre 2007 vi si svolsero i campionati italiani di atletica leggera.
La pista di atletica viene usufruita da varie società sportive, da enti di promozione sportiva e dalle scuole. L'ingresso al pubblico e agli sportivi non tesserati è consentito nell'anello esterno alla pista.
Al momento l'impianto è attivo solo parzialmente per lavori di manutenzione.

## Galleria d'immagini

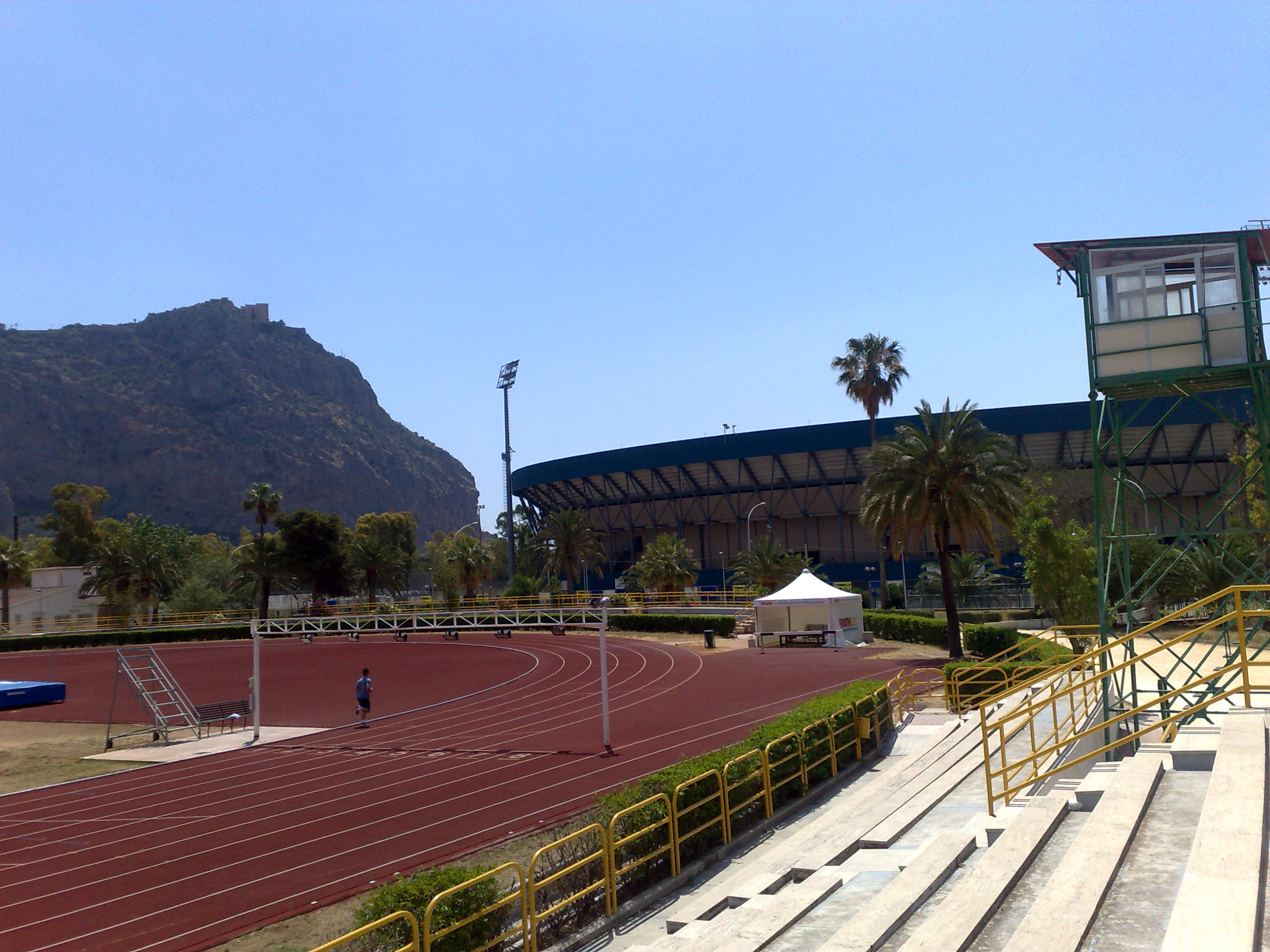
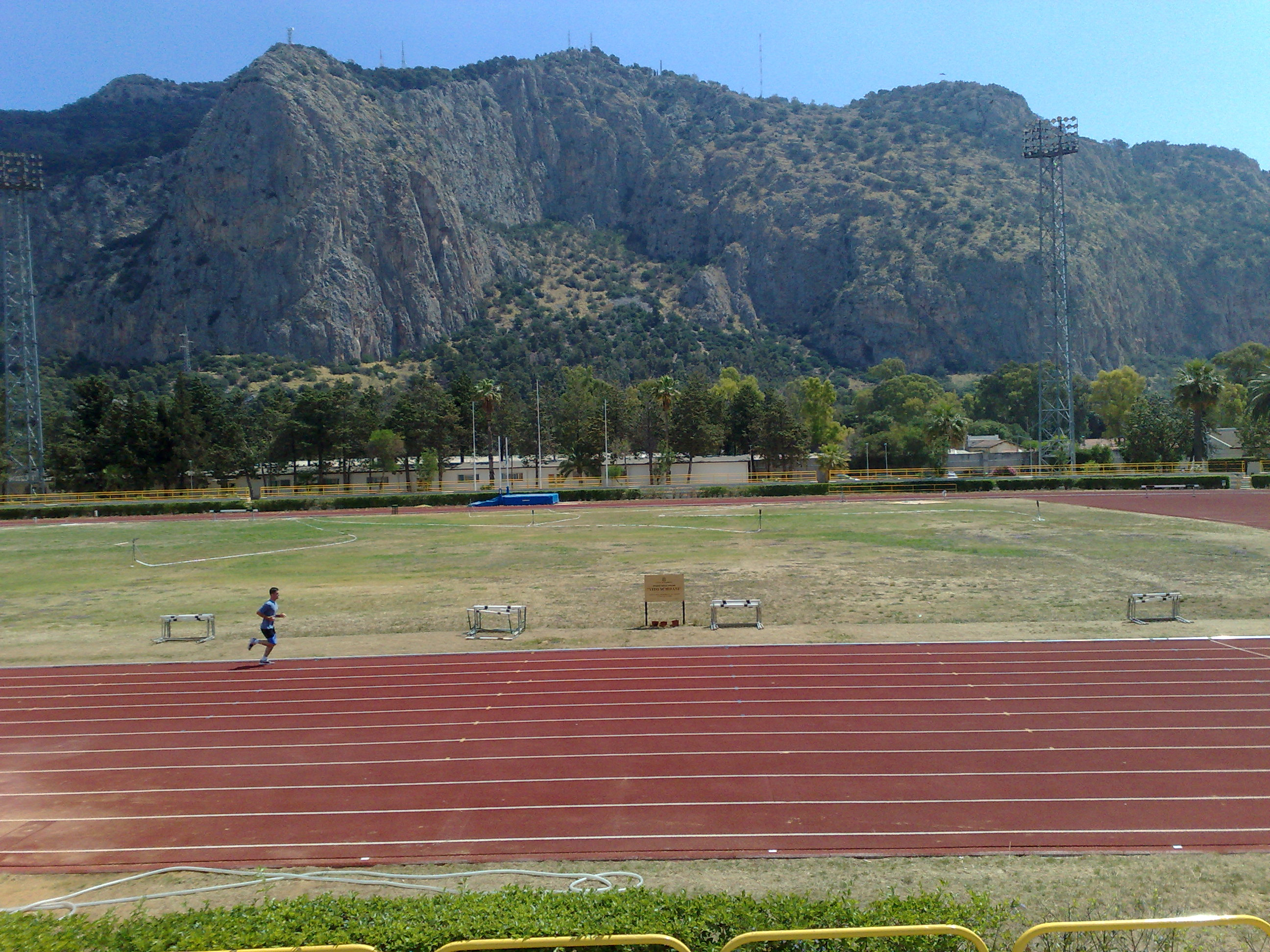
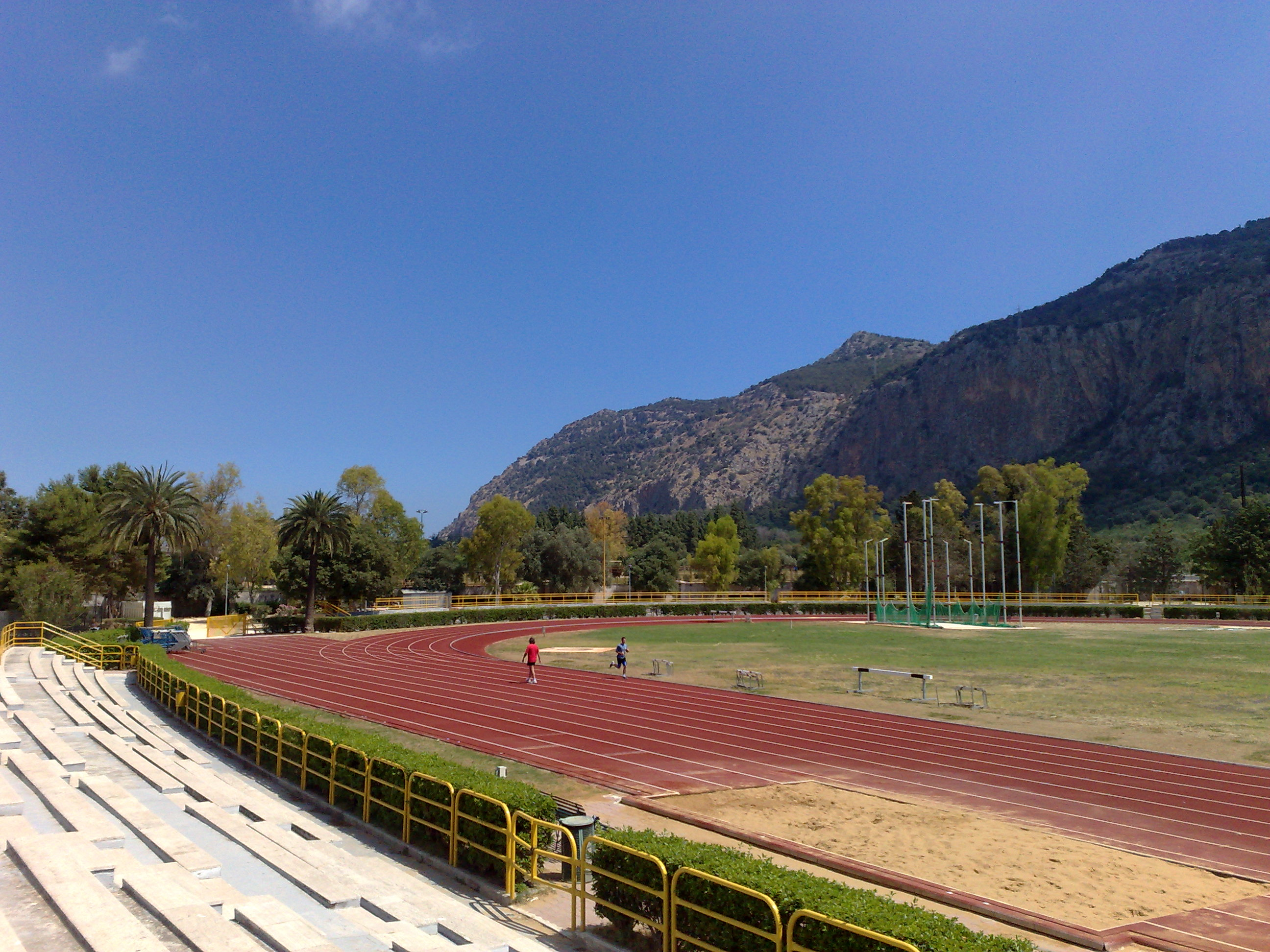